# Катастрофа Ан-10 во Львове (1959)
Катастрофа Ан-10 во Львове в 1959 году — авиационная катастрофа, произошедшая в вечер понедельника 16 ноября 1959 года на окраине Львова. Авиалайнер Ан-10 Бориспольского ОАО авиакомпании «Аэрофлот» выполнял плановый пассажирский рейс SU-315 по маршруту Киев — Львов — Москва — Львов — Киев, но при заходе на посадку во Львовском аэропорту (при выполнении участка рейса Москва — Львов) лайнер резко сорвался в пике. Вскоре лайнер врезался в заснеженное поле и полностью разрушился. Погибли все 40 человек на борту — 32 пассажира и 8 членов экипажа.
Это первая катастрофа (и первое происшествие в целом) в истории самолёта Ан-10.

## Самолёт
Ан-10 с бортовым номером 11167 (заводской — 9401402, серийный — 14-02) был выпущен Воронежским авиазаводом 5 июня 1959 года и передан Главному управлению гражданского воздушного флота, которое к 1 июля направило его в 86-й (Киевский) авиаотряд Украинского Территориального управления Гражданского воздушного флота. Всего на момент катастрофы авиалайнер имел 277 часов налёта.

## Экипаж
Ан-10 пилотировал экипаж из 86-го лётного отряда, в состав которого входили:
- Командир воздушного судна (КВС) — Николай Александрович Спиренков
- Второй пилот — Виктор Александрович Михайлов
- Штурман — Николай Андреевич Кошевой
- Бортмеханик — Георгий Григорьевич Масалов
- Бортрадист — Василий Антонович Щепкин

В салоне авиалайнера работали три стюардессы:
- Агнесса Иосифовна Литвиненко
- Наиля Бектемировна Султанова
- Светлана Степановна Бежан

## Катастрофа
16 ноября 1959 года в 16:48 МСК рейс 315 вылетел из московского аэропорта Внуково, его выполнял Ан-10 борт СССР-11167, выполняющий 4 рейса, а общий маршрут полётов был Киев — Львов — Москва — Львов — Киев. Первые два рейса были выполнены без отклонений, после чего экипаж начал выполнять третий — № 315. После набора высоты лайнер занял эшелон 7000 метров. На борту находились 40 человек: 32 пассажира и 8 членов экипажа.
Небо над Львовом было затянуто слоистыми облаками высотой 120 метров, гололёд, дул свежий юго-восточный ветер, видимость была 3 километра, температура воздуха составляла −1 °C, а влажность — 97 %, что создавало возможность обледенения при полёте в облаках. Перейдя на связь с диспетчером аэропорта, экипаж получил разрешение снижаться, а также условия для захода на посадку на бетонную ВПП по курсу 135°. Заход выполнялся без отклонений от установленной схемы и командир доложил о пролёте ДПРМ на высоте 200 метров.
Между ДПРМ и БПРМ самолёт вышел из облаков и экипаж перешёл на визуальный полёт. В 19:06 МСК на высоте 110 метров закрылки были выпущены в посадочное положение, когда Ан-10 вдруг резко перешёл в пике, после чего под углом 25° в 1000 метрах до БПРМ (2100 метров до торца ВПП) врезался в заснеженное поле, перевернулся и взорвался, при этом полностью разрушившись. Разброс обломков составил порядка 50 метров, а все 40 человек на борту погибли.

## Причины
После расследования комиссия сделала следующий вывод:

Возникновение отрицательных перегрузок у внутренних силовых установок в результате непроизвольного снятия с упора воздушных винтов внутренних двигателей и уборки РУД за проходную защелку для уменьшения скорости планирования самолёта (в обломках был найден электрощиток управления постановкой и снятием винтов с упора с переведенным переключателем положения «Внутренние винты сняты с упора» и стопорные планки в положении «расстопорено»). Такое положение стопорной планки и неудобное расположение щитка могло привести к случайному переводу командиром экипажа переключателя при работе со щитком самолётно-переговорного устройства после пролёта ДПРМ. Включение сигнальных лампочек экипаж мог не заметить. Затем, не зная о снятии винтов с упора, КВС перевел РУД за проходную защелку либо для уменьшения скорости планирования, либо поскольку указатель скорости давал завышенные показания из-за обледенения приёмника указателя скорости, либо в результате некоторого превышения скорости при выходе из облачности. Обнаружив резкое торможение и снижение скорости, КВС перевел РУД на повышенный режим и взял штурвал на себя, но ввиду малой высоты эти действия не могли предотвратить резкое снижение.— 
Однако спустя всего три с лишним месяца 26 февраля 1960 года при таких же обстоятельствах потерпел катастрофу Ан-10А борт CCCP-11180. Это побудило начать новые исследования и в ходе них выяснилось, что когда самолёты Ан-10 заходят на посадку в условиях обледенения с выпущенными закрылками, то у них появляется склонность к самопроизвольному переходу в пикирование, так называемый «клевок». Причиной этого является выход стабилизатора на закритические углы атаки, так как при обледенении этот самый критический угол стабилизатора уменьшается. После данных авиакатастроф в РЛЭ самолётов Ан-10 были внесены изменения, которые запрещали в условиях обледенения выпускать закрылки более чем на 15°. Также была увеличена эффективность противообледенительной системы стабилизатора.